# Campus Agro Paris-Saclay
Le campus Agro Paris-Saclay, est un des cinq campus de l’université Paris-Saclay, s’étendant sur la commune de Palaiseau, dans l’Essonne depuis 2019, à une vingtaine de kilomètres au sud-ouest de Paris, au cœur du pôle scientifique et technologique Paris-Saclay. 
À son ouverture à la rentrée 2022, le campus devient un des principaux sites de l'université Paris-Saclay. Il accueille plus de 2 000 étudiants et 1 350 enseignants-chercheurs, employés  administratifs et techniciens. 
Au cœur du pôle scientifique et technologique Paris-Saclay, le campus Agro Paris-Saclay accueille l'Institut des sciences et industries du vivant et de l'environnement (AgroParisTech) de l'université Paris-Saclay et l'Institut national de recherche pour l'agriculture, l'alimentation et l'environnement (INRAE) depuis septembre 2022.

## Histoire
En 2008, le projet d'un campus regroupant AgroParisTech et les laboratoires de l'Inra sur le plateau de Saclay est lancé. Issu d'un partenariat public-privé (PPP), le campus sera situé à proximité de la future gare de la ligne 18 du Grand Paris Express et à l'ouest du campus de l'École polytechnique,,.
En avril 2022, les huit bâtiments et les 66 000 m2 du nouveau campus Agro Paris-Saclay sont livrés aux personnels d'AgroParisTech et de l'INRAE,.